# Женен, Поль Агриколь
Поль-Агриколь Женен (фр. Paul-Agricole Génin; 14 февраля 1832, Авиньон — 22 декабря 1903, Париж) — французский флейтист и композитор.
В 1861 году закончил Парижскую консерваторию у Жан Луи Тюлу и Луи Дорюса. Позже являлся флейтой соло Итальянского театра в Париже, а также Оркестра Колонна.
Автор более 60 сочинений для флейты и фортепиано, из которых наиболее популярен «Венецианский карнавал, op. 14», написанный для коллеги флейтиста Эжена Дамарэ.

## Сочинения
- «Неаполитанская песенка» для флейты и фп., op. 8
- «Венецианский карнавал» для флейты и фп., op. 14 (около 1857)
- Фантазия на тему «Травиата» для флейты и фп., op. 18
- Фантазия на тему «Риголетто» для флейты и фп., op. 19
- Большой концертный дуэт для двух флейт и фп., op. 51
- Фантазия на тему «Il pleut, il pleut Bergere» для флейты-пикколо и фп. (1898)
- Фантазия на тему «Бал-маскарад» для флейты и фп.
- Интродукция и полонез для флейты и фп.